# Candelaria (Costa Rica)
Candelaria è un distretto della Costa Rica facente parte del cantone di Palmares, nella provincia di Alajuela.